# Morotsuka
Morotsuka (諸塚村?) è un villaggio giapponese della prefettura di Miyazaki.